# Друченко Олекса Григорович
Оле́кса Григо́рович Друче́нко (* 9 лютого 1903, м. Дубно, Рівненської області — † 13 серпня 1983, Львів) — український живописець і педагог.

## Життєвий та творчий шлях
Початкову освіту здобув у рідному Дубні, закінчивши 4 класи церковно-приходської школи.
Рано захопився малюванням, але здобути професійну освіту молодому хлопцеві з периферії в умовах Польщі було не так просто. Тому початки мистецьких навичок він здобуває впродовж 1925—1926 років в іконописній школі-майстерні, Почаївської лаври, після закінчення якої з рекомендаційним листом їде до Львова на навчання у мистецькій школі Олекси Новаківського. Через фінансову скруту він ще певний час жив у будинку школи в помешканні Новаківського. Там він мав змогу ближче пізнати свого вчителя, його манеру малярства.
Крім практичних занять з рисунку та малярства, що їх вів сам Олекса Новаківський, а допомагав йому в цьому Осип Курилас, студенти слухали лекції з низки додаткових гуманітарно-професійних дисциплін, необхідних для всебічної фахової підготовки митців-художників. Та все ж попри високий авторитет та фаховість викладачів школи, основні фахові знання студенти отримували від занять з Олексою Новаківським, під час яких він передавав їм свій досвід і мистецьку майстерність, реалізуючи таким чином принцип індивідуальної навчально-творчої майстерні великого митця. Розглядаючи рисунки учнів професор кожному індивідуально висловлював свої зауваження, вказуючи ними шлях до кінцевого мистецького завершення твору.
Улітку 1927 року разом із іншими учнями школи виїздить на літній пленер до Космача. Такі пленерні літні вакації учнів мистецької школи організовувалися щорічно завдяки меценатській підтримці Митрополита Андрея Шептицького. Монументальні краєвиди гуцульського села, барвиста одіж його мешканців, чисті й щирі душі селян назавжди полонили уяву молодого Олекси Друченка.
1929 — завершив навчання в мистецькій школі. Пізніше були роки (1935—1937) навчання у Львівській мистецько-промисловій школі та два семестри (1938—1939) у професора Ф.Конарського у Варшавській Академії красних мистецтв.
Приїхавши на літні вакації до рідного Дубна О.Друченко вже не зміг повернувся на навчання до Академії. Із вступом на територію Західної України радянських військ розпочалися масові репресії проти освіченої та свідомої української молоді. Серед тисяч юнаків із західних областей він був відправлений на Урал, в концентраційні табори праці, де перебував до 1945 року.
1945 року О. Друченка звільняють із табору в зв'язку зі смертю батька. Він повертається додому хворим і знесиленим. 1946 року художник переїхав до Львова, де влаштовався художником-декоратором у Драматичному театрі ім. М.Заньковецької, потім художником-оформлювачем у Львівський державний історичний музей, де працював у 1948—1952. З 1947 працював також асистентом-інструктором зі стінної поліхромії в Училищі прикладного мистецтва (тепер Львівський державний коледж декоративного і ужиткового мистецтва ім. І.Труша.
Ігнорований офіційними мистецькими колами, митець не був прийнятий в члени Спілки художників, рідко брав участь у мистецьких акціях і тематичних виставках, займаючись малярством у вільний від основної роботи час. А в літні місяці знову, як у молоді роки, виїздить на пленери до улюбленого Космача, з яким не розлучатиметься впродовж наступних років.
Тема Гуцульщини, її природа, міфологія, колоритні народні народні характери, мальовничий побут на все життя увійшли у творчість О.Друченка. Краєвиди, мальовані з натури, виявляють майстерність тонкого рисувальника й митця-колориста. Колористична барва — золотаво-багряна, зеленувато-жовта та волошково-блакитна — не лише створює гармонію, а й надає творам відповідного емоційного стану й настрою, особливо в зображенні архітектурних мотивів — таких, як «Горішня церква в с. Космач» (1946), «Стара хата» (1959), «Перед дощем. Село Космач» (1959), «На окраїнах Карпат. С.Космач» (1965), «Річка в с. Дора» (1965).
Ряд творів присвячено гуцульському побуту та святковим подіям, де яскравими жовто-гарячими барвами передано радісно-урочисті моменти з життя космачан: «Легінь з с. Космача» (1957), «Космачанка» (1958), «Гуцулка з вишивкою» (1965), «Гуцульське весілля» (1968), «Гуцульське весілля. Молоду ведуть» (1968), «Гуцульське весілля. Перед хатою» (1968). Портрети гуцулів є глибоко настроєвими і виразними.
Своєрідними є натюрморти художника — експресивні, колористично наповнені, подані в певному психологічно-настроєвому ключі, як, наприклад, «Натюрморт з дзвіночками» (1966), де квітковий мотив вдало доповнено недбало кинутим капелюхом на передньому плані.
У період пізньої творчості, починаючи приблизно з кінця 1960-х років, О.Друченко звертався до форм малої графіки — екслібриса. Його екслібриси — це художні твори автономного мистецького значення. Серед зображень переважають людські постаті, рослинні орнаменти, схематичний пейзаж.
Олекса Друченко творчо працював до останніх днів життя. Увесь свій творчий спадок художник заповів Національному музею у Львові.